# 충용사
충용사(忠龍祠)는 의당(毅堂) 박세화(朴世和)를 봉안한 사당으로, 1964년에 정면 3칸, 측면 2칸의 맛배지붕 목조기와집으로 건립, 충용사라 편액을 달았으며, 소슬삼문은 광제문(光霽門)이라 하였다. 충청북도 음성군 음성읍에 있다. 2001년 12월 7일 음성군의 향토문화유적 제2호로 지정되었다.

## 개요
충용사는 의당 박세화를 봉안한 祠廟이다. 박세화는 한일한방의 비보에 접하고 비분을 참지 못하여 자결한 순국열사이다. 1964년 당시의 음성군수 유용기가 지방유림들의 협조를 얻어 사우를 건립하였다.
사우는 정면 4간, 측면 1칸 반의 맛배지붕으로 충용사라 현액하였고 솟을삼문이 있는데 광제문이라 하였으며 토석혼축의 담장이 설치되어 있다. 충용사 담장 옆에는 의당 박세화 순도비가 세워져 있다.
박세화(1834년∼1910년)의 자는 연길, 호는 의당, 본관은 밀양이다. 고종 32년(1895년)을미사변으로 일본 낭인에 의해 명성황후가 살해를 당하자 분개하여 도사 윤응선과 문경에서 의병을 일으켰으나 잡히고 후에 석방되고 1910년 한일합방이 이루어지자 망국의 분을 참지 못하고 스스로 목숨을 끊어 순국하였다. 1962년 3월 1일 대한민국 건국공로훈장 단장이 추서되었다. 충용사에는 회당 윤응선, 직당 신현국, 명와 정규해를 추배하고 있다.

## 참고 문헌
- 충용사(忠龍祠)